# OH! (SHISHAMOの曲)
「OH！」（オー！）は、SHISHAMOの9枚目のシングル。2019年4月24日にGOOD CREATORS RECORDS / UNIVERSAL SIGMAから発売された。

## 概要
- 前作「水色の日々」から約1年1ヶ月ぶりのシングル。リリースに先駆けて2019年4月17日より表題曲「OH！」の先行配信が開始された[6]。

## 収録曲
| 全作詞・作曲: 宮崎朝子、全編曲: SHISHAMO。 |                      |          |            |      |
| #                                          | タイトル             | 作詞     | 作曲・編曲 | 時間 |
| 1.                                         | 「OH！」             | 宮崎朝子 | 宮崎朝子   | 4:03 |
| 2.                                         | 「ハネノバシ」       | 宮崎朝子 | 宮崎朝子   | 5:05 |
| 3.                                         | 「許してあげるから」 | 宮崎朝子 | 宮崎朝子   | 3:48 |
| 合計時間:                                  | 合計時間:            | 12:57    |            |      |

## 楽曲解説
1. OH！
  - ロッテ「爽」のCM「全力エアバンド」篇のために書き下ろされた[7]。
  - ロッテのキャッチコピー「全力って爽ハッピー」と、「様々なことが効率的でスタイリッシュになっている中、汗をかいて泥臭く頑張るのもいいのではないか」というコンセプトに共感した宮崎が、「暑苦しい」をテーマに制作した。物語仕立てではなく、主人公もおらず、SHISHAMO目線で語っている曲は初めてだと話している[8]。歌詞の内容については、「手紙やSNSで学校、仕事の相談をくれるファンに対して愛おしさを感じ、抱きしめてあげられるような曲が出来たらいいなと思った」と語っている[9]。
  - 2019年3月14日、FM802『ROCK KIDS 802』でラジオ初オンエアされた[10]。
  - 3月28日、ミュージック・ビデオが公開された。田辺秀伸が監督を担当し、宮崎と吉川の母校でもある神奈川県川崎市立川崎総合科学高等学校の、15階建校舎の屋上で撮影された[11]。
  - 4月13日、フジテレビ系『MUSIC FAIR』に出演し、テレビ初披露された[12]。
  - 5月18日、「全力合“爽”イベント」を等々力陸上競技場で開催。SNSの募集で集まった全国の高校生1000人を「全力合“爽”部」部員とし、広瀬すずとSHISHAMOで「OH！」を大合奏し、その模様が撮影され、CMとなった[13]。6月10日、『全力合“爽”部 活動報告会』と称された新CM発表会がスパイラルホールで開催され、SHISHAMOと広瀬で「OH！」を生披露した[14]。
2. ハネノバシ
  - TBS系『王様のブランチ』のテーマソングとして書き下ろされた[15]。
  - 宮崎が友人と旅行に行く前のワクワク感を題材に制作した[8]。「1週間仕事や学校などで忙しく過ごしてきた方々に、『王様のブランチ』でこの曲を聴いて、羽を伸ばして週末を楽しんでいただけたらと思います」とコメントしている[15]。
3. 許してあげるから
  - 歌詞の主人公について、「こういう健気な女の子を書くときがいちばん楽しい。自分はこうはなれないと思う」と宮崎は話している[16]。
  - この曲は次のオリジナル・アルバム『SHISHAMO 6』制作の際、バランスを考えて収録されなかった。初めてCDアルバムに収録されたのは、2023年リリースのコンセプト・アルバム『恋を知っているすべてのあなたへ』（恋の痛みを知っているあなたへ）で、リリース時のインタビューでは「すごく好きな曲なので報われた」と喜びを語っている[16]。

## 収録アルバム
OH！
- 『SHISHAMO BEST』

ハネノバシ
- 『SHISHAMO 6』

許してあげるから
- 『恋を知っているすべてのあなたへ』(恋の痛みを知っているあなたへ)